# Thismia brunonis
Thismia brunonis là một loài thực vật có hoa trong họ Burmanniaceae. Loài này được Griff. miêu tả khoa học đầu tiên năm 1845.